# Prijevor (Herceg Novi, Crna Gora)
Prijevor je naselje u općini Herceg Novi u Crnoj Gori. 

## Stanovništvo
Prema popisu iz 2003., naselje ima 121 stanovnika. Prema popisu iz 1991, bilo je 126 stanovnika.
U naselju Prijevor žive 92 punoljetna stanovnika, a prosječna starost stanovništva iznosi 41,7 godina (41,0 kod muškaraca i 42,3 kod žena). U naselju ima 39 domaćinstava, a prosječan broj članova po domaćinstvu je 3,10.
Nacionalni sastav:
- Srbi 87 (71,90%)
- Crnogorci 24 (19,83%)
- Hrvati 1 (0,82%)
- neizjašnjeni 9 (7,43%)